# パントン (スペイン)

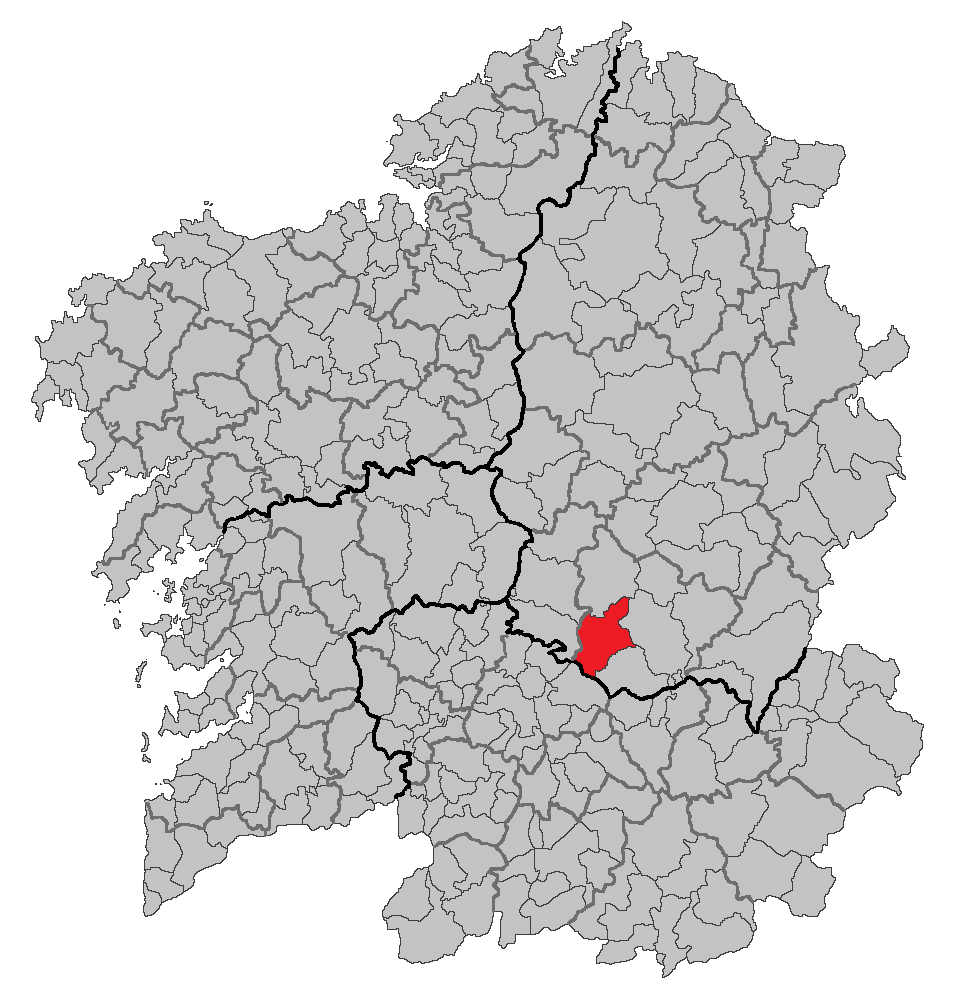

パントン（Pantón）は、スペイン、ガリシア州、ルーゴ県の自治体、コマルカ・ダ・テーラ・デ・レモスに属する。また、ワインの原産地呼称リベイラ・サクラ地区にも属する。ガリシア統計局によると、2012年の人口は2,860人（2010年：2,938人、2009年：2,978人、2006年：3,147人、2005年：3,178人、2004年：3,209人、2003年：3,249人）。
ガリシア語話者の自治体住民に占める割合は98.90％（2001年）。

## 地理
パントンはルーゴ県の南部に位置し、コマルカ・ダ・テーラ・デ・レモスに属する。隣接する自治体は、北はオ・サビニャーオ、南がシル川をはさんで、オウレンセ県のノゲイラ・デ・ラムイン、東がモンフォルテ・デ・レモスとソベール、そして西はミーニョ川をはさんでカルバジェードとチャンターダである。自治体中心地区はフェレイラ・デ・パントン教区のオ・カストロ・デ・フェレイラ地区。
パントンはモンフォルテ・デ・レモス司法管轄区に属す。

### 人口
住民は26の教区の202の地区（集落）に居住する。
| パントンの人口推移 1900－2010                           |
|                                                         |
| 出典:INE（スペイン国立統計局）1900年 - 1991年、1996年 - |

## 史跡・名所
- サン・ミゲル・デ・エイレ教会 - ガリシアのロマネスク建築の中でも、代表的な物のひとつに数えられる。旧修道院付属教会で、多くの彫刻が施されている。
- サンタ・マリーア・デ・フェレイラ・デ・パントン修道院（Mosteiro de Santa María de Ferreira de Pantón）
- マルセの塔（Torre de Marce） - 9世紀に建造された中世の城塞。マルセ地区にある。

## 政治
自治体首長はガリシア国民党（PPdeG）のホセ・ルイス・アルバレス・ブランコ（José Luis Álvarez Blanco）、自治体評議員はガリシア国民党：7、ガリシア社会党（PSdeG-PSOE）：3、ガリシア民族主義ブロック（BNG）：1となっている（2011年5月22日の自治体選挙結果、得票順）。
| 1999年6月13日自治体選挙 |        |        |          |
| 政党                    | 得票数 | 得票率 | 獲得議席 |
| PPdeG                   | 1,371  | 51.14% | 6        |
| IP                      | 560    | 20.89% | 2        |
| PSdeG-PSOE              | 524    | 19.54% | 2        |
| BNG                     | 207    | 7.72%  | 1        |

| 2003年5月25日自治体選挙 |        |        |          |
| 政党                    | 得票数 | 得票率 | 獲得議席 |
| PPdeG                   | 1,139  | 45.58% | 6        |
| IP                      | 920    | 36.81% | 4        |
| PSdeG-PSOE              | 269    | 10.76% | 1        |
| BNG                     | 151    | 6.04%  | 0        |

| 2007年5月27日自治体選挙 |        |        |          |
| 政党                    | 得票数 | 得票率 | 獲得議席 |
| PPdeG                   | 1,277  | 54.53% | 6        |
| PSdeG-PSOE              | 779    | 33.26% | 4        |
| BNG                     | 271    | 11.57% | 1        |

| 2011年5月22日自治体選挙 |        |        |          |
| 政党                    | 得票数 | 得票率 | 獲得議席 |
| PPdeG                   | 1,344  | 62.75% | 7        |
| PSdeG-PSOE              | 516    | 24.09% | 3        |
| BNG                     | 252    | 11.76% | 1        |

## 教区
パントンは26の教区に分けられる。太字は自治体中心地区のある教区。
- アセドレ（サン・ロマーオ）
- アタン（サント・エステーボ）
- カンガス（サンティアーゴ）
- カスティジョン（サンティアーゴ）
- デアーデ（サン・ビセンテ）
- エイレ（サン・シュリアン）
- エスパサンテス（サント・エステーボ）
- フェレイラ・デ・パントン（サンタ・マリーア）
- フロントン（サン・マメーデ）
- マニェンテ（サン・ミゲル）
- モレーダ（サン・ロマーオ）
- パントン（サン・マルティーニョ）
- ポンベイロ（サン・ビセンテ）
- リベイラス・デ・ミーニョ（サント・アンドレ）
- サン・フィス・デ・カンガス（サン・フィス）
- サン・ビセンテ・デ・カスティジョン（サン・ビセンテ）
- サンタージャ・デ・トイリス（サンタージャ）
- サント・エステーボ・ド・マト（サント・エステーボ）
- セグイン（サント・アンドレ）
- セローデ（サン・シュリアン）
- シオス（サン・マルティーニョ）
- トイリス（サンタ・マリーア）
- トルダーオス（サン・ショアン）
- トリバス（サン・マルティーニョ）
- ビラメージェ（サン・シブラーオ）
- ビラール・デ・オルテージェ（サンティアーゴ）